# 戈亚斯州伊皮兰加
戈亚斯州伊皮兰加（葡萄牙語：Ipiranga de Goiás）是巴西戈亚斯州的一个市镇。总面积241.464平方公里，总人口2757人，人口密度11.4人/平方公里。